# Aleksandr Pietrow (szachista)
Aleksandr Dmitrijewicz Pietrow, ros. Александр Дмитриевич Петров (ur. 12 lutego 1794 w Biserowie w guberni pskowskiej, zm. 22 kwietnia 1867 w Warszawie) – rosyjski szachista, teoretyk i autor kompozycji szachowych.

## Życiorys
Pochodził z zamożnej szlacheckiej rodziny. Grał w szachy od siódmego roku życia. Od 1804 roku mieszkał w Petersburgu, gdzie już jako młodzieniec zaliczał się do szachowej elity. W 1809 roku pokonał jednego z petersburskich mistrzów królewskiej gry, A. Koliewa. Wkrótce zyskał opinię najsilniejszego szachisty Rosji. Ukończył studia na wydziale mechanicznym petersburskiego uniwersytetu. Był założycielem pierwszego szachowego klubu w Rosji, Petersburskiego Towarzystwa Miłośników Gry Szachowej.
W 1824 roku opublikował jedną z pierwszych rosyjskich książek szachowych Шахматная игра (Gra w szachy). Dwa pierwsze rozdziały zawierały usystematyzowany wykład o teorii szachów, trzy następne były poświęcone grze praktycznej. Książka zawierała wybór partii Philidora, na którego autor często się powoływał. Pietrow wysoko cenił nauki Philidora o grze pionami, jednak poddawał krytyce niektóre jego twierdzenia. Wprowadził wiele nowych idei, podkreślał znaczenie precyzyjnego liczenia wariantów oraz aktywnej obrony. W Rosji często nazywano go rosyjskim Philidorem.
Pietrow był pionierem rosyjskiej kompozycji szachowej. Jego wielochodowe problemy były trudne do rozwiązania. Publikował dowcipne zadania nawiązujące do rzeczywistych wydarzeń. Najsławniejszym z nich jest Ucieczka Napoleona z Moskwy do Paryża, opublikowana w 1824 roku.
W 1840 roku Pietrow zamieszkał w Warszawie. Był wysokim urzędnikiem carskiej administracji. Jego dom stał się miejscem spotkań polskich i rosyjskich szachistów. Tygodnik Ilustrowany publikował zadania "najznakomitszego szachisty warszawskiego". W latach czterdziestych Pietrow pokonał młodego rosyjskiego mistrza Carla Jänischa. W 1851 roku otrzymał od Howarda Stauntona zaproszenie na pierwszy turniej międzynarodowy w Londynie, jednak z zaproszenia nie skorzystał. W 1854 i 1859 roku wygrał dwa mecze z Siergiejem Urusowem 3 – 1 i 13 – 7.
W 1863 roku Pietrow opuścił Warszawę i udał się w podróż po zachodniej Europie. Bezpośrednim powodem wyjazdu było powstanie styczniowe. Pietrow był w trudnej sytuacji, nie mogąc pogodzić szczerej sympatii do Polski i Polaków z lojalnością wobec swoich przełożonych. Odwiedził Wiedeń i Paryż, był gościem Café de la Régence, jednak nie rozegrał oficjalnych meczów z wybitnymi europejskimi szachistami.
Wkład Pietrowa w teorię otwarć szachowych (a także gry końcowej) był bardzo duży. Jako pierwszy gruntownie przeanalizował warianty partii rosyjskiej, której angielska nazwa (Petrov's defence) pochodzi od jego nazwiska. Znany jest również gambit Pietrowa w debiucie gońca oraz wariant Pietrowa w gambicie królewskim.